# 위기 (1946년 영화)
위기(Crisis, Kris)는 스웨덴에서 제작된 잉그마르 베르히만 감독의 1946년 드라마, 멜로/로맨스 영화이다. 줄리아 캐서 등이 출연하였고 Harald Molander 등이 제작에 참여하였다.

## 출연

### 조연
- 줄리아 캐서
- 스베아 홀스트

## 제작진
- 원작자: Leck Fischer
- 미술: Arne Akermark